# Кантола, Илкка
Илкка Тапала Кантола (фин. Ilkka Tapani Kantola) (родился 17 марта 1957 года, Рюмяттюля, Финляндия) — бывший епископ Турку, в настоящее время депутат парламента от Социал-демократической партии Финляндии.

## Биография
Илкка Кантола в 1985 году окончил университет Хельсинки со степенью бакалавра богословия. В 1991 году он стал лиценциатом, а в 1994 году доктором теологии.
В 1985 году он был рукоположен в пасторы, а в 1994 году и был избран Генеральным секретарем архиепископа Турку. Когда в 1998 году в архидиоцезе Турку решили создать наряду с должностью архиепископа должность епископа-помощника, Кантола был избран на это место.
В 2006 году стало известно, что Кантола в течение ряда лет изменял своей жене с женщиной-пастором. После этого он решил покинуть свою должность. Это решение приветствовал и архиепископ Финляндии Юкка Паарма, который заявил, что к епископу предъявляются более высокие требования, чем к другим людям. В Финляндии это был первый случай с 1917 года, когда епископ ушёл в отставку.
Затем Кантола начал свою политическую деятельность в рамках СДПФ. Он стал членом парламента от социал-демократов, а в 2008 году был избран заместителем председателя партии.
В 2011 году как председатель парламентской группы по правам человека участвовал в организации дней памяти Анны Политковской в Хельсинки.
В 2012 году перед выборами президента Финляндии участвовал во внутрипартийных выборах, набрал 11 % голосов членов СДПФ.